# Дуань Ціжуй
Дуань Ціжуй (спрощ.: 段祺瑞; кит. трад.: 段祺瑞; піньїнь: Duàn Qíruì; 6 березня 1865 — 2 листопада 1936) — китайський військовик і політик, двічі обіймав посаду президента Китайської Республіки.

## Життєпис
Від 1885 до 1889 року навчався у військовій академії в Тяньцзіні. Після випуску був направлений до Люйшуня для нагляду за будівництвом укріплень. Далі вивчав військову справу в Німеччині. Після повернення на батьківщину викладав у військовій академії у Вейхаї. 1896 року Юань Шикай призначив його начальником артилерії армії.
1912 року здобув посаду військового міністра в уряді Юань Шикая. У 1916—1918 роках очолював уряд Китайської Республіки. 14 серпня 1917 року оголосив про вступ Китаю до світової війни на боці Антанти.
Після смерті Юань Шикая очолив Аньхойську кліку. Займав прояпонську позицію. Наприкінці 1918 року був змушений піти у відставку під тиском західних держав, які не бажали зміцнення японського впливу в Китаї, а 1920 року був вигнаний з Пекіна Чжилійською клікою мілітаристів. Після цього втік до японської концесії в Тяньцзіні. В той період він отримував прибуток від оренди будинків, що йому належали.
1924 року після перевороту в Пекіні знов очолив уряд відповідно до угоди між Чжан Цзолінем і Фен Юсяном як постать, що влаштовувала обох. Віддав наказ про розгін мирної антиімперіалістичної демонстрації, що призвів до «кровопролиття 18 березня». Влітку 1926 року пішов з політики та виїхав до Тяньцзіня, а потім — до Шанхая, де й помер 1936 року.